# Накама
Накама (яп. 中間市 Накама-си) — город в Японии, находящийся в префектуре Фукуока. Площадь города составляет 15,98 км², население — 42 604 человека (1 августа 2014), плотность населения — 2666,08 чел./км².

## Географическое положение
Город расположен на острове Кюсю в префектуре Фукуока региона Кюсю. С ним граничат город Китакюсю и посёлки Онга, Курате, Мидзумаки.

## Население
Население города составляет 42 604 человека (1 августа 2014), а плотность — 2666,08 чел./км². Изменение численности населения с 1980 по 2005 годы:
| 1980 | 48 647 чел. |  |
| 1985 | 50 294 чел. |  |
| 1990 | 49 216 чел. |  |
| 1995 | 49 353 чел. |  |
| 2000 | 48 032 чел. |  |
| 2005 | 46 560 чел. |  |

## Символика
Деревом города считается камфорное дерево, цветком — фиалка Виттрока.